# De Waterpoort
De Waterpoort (opgericht: 26 oktober 1971) is een Nederlandse korfbalvereniging uit Sneek.

## Oprichting
De grote "stichter" van de vereniging was Job Benedictus. Hij trommelde in korte tijd een aantal enthousiastelingen bij elkaar. In september van het jaar 1971 werden er een aantal vergaderingen georganiseerd waarna uiteindelijk op 26 oktober 1971 officieel de Korfbalvereniging De Waterpoort werd opgericht, vernoemd naar het rijksmonument in Sneek.

## 1972-2004
Voorzitter in het beginjaar van de Waterpoort was Job Benedictus, hij zou het ambt 10 jaar bekleden. Daarna nam Harm de Wagt zijn taak over. In 1985 werd de hamer overgedragen aan Rutger van Dijk. Sinds 2005 is Kees Bruin voorzitter van de vereniging, hij volgde Jan Voogd op.
Begonnen in de afdeling Friesland stootte de Waterpoort het uiteindelijk tot de promotieklasse, dit onder leiding van coach Fetze Speerstra. Daarna kwamen de zogenaamde jaren van zaaien. Degradatie was enkele malen niet te vermijden en De Waterpoort speelde een paar jaar in de vierde klasse.
Problemen waren er voor de Waterpoort op het gebied van ledenaanwas. Senioren waren er genoeg, maar met de jeugdafdeling wou het niet echt vlotten. Op 21 september 1976 werd er dan ook op de algemene ledenvergadering (toen nog in de Sneeker Sporthal) een jeugdcommissie opgericht bestaande uit Job de Vlas en Harm de Wagt. De JC probeerde korfbal bij de jeugd te promoten. In 1982 werd dan ook het eerste schoolkorfbaltoernooi georganiseerd. Dit sloeg aan; de basisscholen pakten het initiatief op en deden massaal mee. Tot op de dag van vandaag organiseert de Waterpoort nog ieder jaar een schoolkorfbaltoernooi.
In de herfst van het jaar 1985 begonnen Sietske Buisman en Zwaantje Terpstra met een welpenteam. Het aantal kinderen was niet zo groot, zo is te lezen in de Poortpraat (het clubblad) van 1986, maar zo langzaam aan begon dit wat te groeien. Twee jaar later was dit aantal vermeerderd tot zo'n 13 kinderen.
In 1987 was het groot feest bij De Waterpoort. Niet alleen werd het 15-jarig jubileum gevierd, maar ook vond de opening van het eigen clubhuis plaats. Het Praatvak zoals het clubgebouw werd genoemd vormde ruim 16 jaar het middelpunt van de vereniging. Op het Kaatsland (waar overigens ook alle wedstrijden werden gespeeld) was het altijd een drukte van vanjewelste, tot in 2002 het veld en het clubhuis werden gesloten. Er werd verhuisd naar de locatie naast de C. Kanhal, een eigen kantine had de vereniging niet meer.

## Periode Schuttersveld
Eind 2006 begon een nieuwe periode in de geschiedenis van De Waterpoort: de overstap naar het hyper moderne Sportcentrum Schuttersveld werd gemaakt. Vanaf dat moment had de vereniging weer de beschikking over een eigen kantine, twee kunstgrasvelden en kon gebruik worden gemaakt van de nieuwe sporthal. Het clubhuis wordt wederom Het Praatvak gedoopt. Eind 2007 had de vereniging bijna 160 leden. Met de overstap naar het Schuttersveld ging het sportief ook weer beter met de vereniging.
Onder leiding van succes-coach Harm de Wagt (2004-2008) promoveerde het eerste team van de vereniging op het veld en de zaal uit de vierde klasse naar respectievelijk de tweede en eerste klasse. Harm de Wagt zei na 25 jaar korfbal-trainerschap het korfballen op een lager pitje te willen zetten, hij gaat zich bezighouden met het derde team van de vereniging. In het voorjaar van 2008 maakte de vereniging bekend dat met ingang van de najaarscompetitie Hillebrand Diever werd aangesteld als hoofdcoach. Onder zijn leiding promoveerde het eerste team naar de eerste klasse op het veld. Het aantal leden steeg, tot 171 op 31 maart 2010. In 2009 en 2010 organiseerde de vereniging de KNKV Noordelijke Bekerfinales.
In januari 2011 maakte Hillebrand Diever tijdens het lopende zaalseizoen bekend dat hij De Waterpoort per direct ging verlaten. Tijdens deze zaalcompetitie degradeerde De Waterpoort naar de tweede klasse. Na de zomer nam Hille Bergsma het stokje van hem over. In oktober van dat jaar vierde de vereniging haar 40-jarig bestaan. Op 19 februari 2012 promoveerde De Waterpoort naar de eerste klasse, na het behalen van het kampioenschap in de tweede klasse. Op 16 juni 2012 organiseerde de vereniging het Drie Provinciën Toernooi. Vanaf het seizoen 2012-2013 kwam De Waterpoort weer terug uit in de tweede klasse en zag het team veel ervaren spelers vertrekken. Hans Meulman volgde in 2013 Bergsma op als trainer. Gerda Broekate was vanaf dat jaar de nieuwe praeses, zij volgde Kees Bruin op.

## Eregalerij
- Job Benedictus (EV)
- Taapke de Heij (EL)
- Lammy de Goede-Hoekstra (LVV)
- Sietske de Wagt-de Boer (LVV)
- Rutger van Dijk (LVV)
- Wietse Hendriks (LVV)
- Gerrit Stelwagen (LVV)
- Klaas Timmermans (LVV)
- Job de Vlas (LVV)
- Johannes Dekker (ES)
- Jeltsje Dekker (†2010 ES)

EV: erevoorzitter, EL: erelid, LVV: lid van verdienste, ES: eresupporter.